# Rothschilds grijpstaartstekelvarken
Het Rothschilds grijpstaartstekelvarken (Coendou rothschildi)  is een zoogdier uit de familie van de stekelvarkens van de Nieuwe Wereld (Erethizontidae).

## Kenmerken
Het Rothschilds grijpstaartstekelvarken heeft een lichaamslengte van 33 tot 44 cm, een staartlengte van 26 tot 41 cm en een gewicht van ongeveer 2 kg. Dit dier heeft stekels over het gehele lichaam en een grijpstaart. Het Rothschilds grijpstaartstekelvarken is nachtactief en leeft in de bomen. Vruchten en bladeren worden door dit dier gegeten.

## Voorkomen
Deze soort leeft in regenwouden en droogbossen van zeeniveau tot 800 meter hoogte in Panama. Het verspreidingsgebied van het Rothschilds grijpstaartstekelvarken loopt langs de Caribische kust van de oostelijke zijde van Laguna de Chiriquí tot aan de Golf van Darién en aan de Pacifische kust van nabij de grens met Costa Rica tot in Darién. Ook komt het voor ten westen van de Andes in Colombia en Ecuador.